# Emili Garolera i Bohils
Emili Garolera i Bohils (Arbúcies 1923 - 27 d'octubre de 2008). Alcalde d'Arbúcies des de 1971 i fins a 1979. Garolera fou president del Consorci Forestal de Catalunya des de l'any 1980 i fins a l'any 1988 i president honorífic del Consorci fins a la seva mort. Fou un dels més destacats silvicultors del segle xx.
Membre d'una família tradicional de grans propietaris rurals amb diferents propietats a la vila d'Arbúcies entre les quals destaquen les heretats de Mollfulleda o El Vilar. Accedí a l'alcaldia l'any 1971 arran de la destitució de Joaquim Maria Riera i Vilà i l'abandonà després de la victòria electoral de Jaume Soler i Pastells. Garolera exercí un poder absolut durant el seu mandat emergint a la llum després de molts anys de mantenir-se a l'ombra.
Amb la democràcia, Garolera abandonà qualsevol activitat política pública i passà a desenvolupar la seva faceta professional de silvicultor amb la qual obtingué un important ressò tant a nivell català com a nivell europeu. L'any 1967 obtingué la Medalla al Mèrit Agrícola, la primera entregada a un silvicultor a tot l'Estat, i les seves finques d'Arbúcies, Sant Hilari Sacalm i Sant Sadurní d'Osormort reben any rere any elogis de gestió forestal i distincions a les bones pràctiques. També fou guardonat amb la Placa Déu i Mata que atorga l'Institut Català de Sant Isidre.
Cal remarcar la propietat del Roquer d'Arbúcies, una casa senyorial del segle xviii adquirida per la família Garolera als Lambert de Roquer, que posseeix un dels jardins dendrològics més importants d'Europa amb la presència de la magnòlia més gran del vell continent, la família obre les portes del jardí dues vegades l'any.
Garolera morí a Arbúcies l'any 2008 a l'edat de 85 anys.